# Moschos
Moschos var en grekisk poet, verksam i Syrakusa omkring 150 f. kr.
Moschos var lärjunge till Theokritos och känd genom sin graciösa mytologiska idyll Europa. Det där använda konstgreppet - beskrivning av ett fingerat konstverk - kom att flitigt upptas av senare diktare.